# Pleurotomaria zitteli
Pleurotomaria zitteli is een fossiele slakkensoort uit de familie van de Pleurotomariidae. De wetenschappelijke naam van de soort is voor het eerst geldig gepubliceerd in 1882 door Holzapfel.